# Annona asplundiana
Espèce
Statut de conservation UICN

 VU D2 : Vulnérable
Annona asplundiana est une espèce de plantes de la famille des Annonaceae.

## Publication originale
- Arkiv för Botanik 33A(9): 15–16. 1947.